# HVV 't Gooi in het seizoen 1963/64
Het seizoen 1963/1964 was het negende jaar in het bestaan van de Hilversumse betaaldvoetbalclub 't Gooi. De club kwam uit in de Tweede divisie A en eindigde daarin op de elfde plaats. Tevens deed de club mee aan het toernooi om de KNVB beker, hierin werd de club in de eerste ronde uitgeschakeld door De Volewijckers (0–3).

## Wedstrijdstatistieken

### Tweede divisie A
|       | Alkmaar '54 | Be Quick | EDO   | Haarlem | Heerenveen | Hilversum | HVC   | KFC   | Leeuwarden | PEC   | RCH   | Tubantia | ZFC   | Zwartemeer | Zwolsche Boys |
| ----- | ----------- | -------- | ----- | ------- | ---------- | --------- | ----- | ----- | ---------- | ----- | ----- | -------- | ----- | ---------- | ------------- |
| Thuis | 1 – 1       | 2 – 3    | 0 – 0 | 1 – 1   | 1 – 0      | 1 – 0     | 0 – 4 | 1 – 2 | 2 – 2      | 0 – 3 | 1 – 3 | 4 – 1    | 4 – 2 | 2 – 1      | 2 – 2         |
| Uit   | 2 – 1       | 1 – 2    | 2 – 2 | 4 – 3   | 1 – 2      | 0 – 0     | 2 – 3 | 4 – 0 | 2 – 0      | 2 – 0 | 4 – 0 | 3 – 3    | 0 – 1 | 4 – 0      | 3 – 1         |

### KNVB beker
| 1e ronde                                            | De Volewijckers                                                   | 3 – 0 (3 – 0) | 't Gooi |
| 29 september 1963 Plaats: Amsterdam Buiksloterbanne | Bertus van der Straten 20' (e.d.) Willy van 't Hek 27' Frits Kick |               |         |

## Statistieken 't Gooi 1963/1964

### Eindstand 't Gooi in de Nederlandse Tweede divisie A 1963 / 1964
| Stand | Gespeeld | Gewonnen | Gelijk | Verloren | Punten | Doelpunten voor | Doelpunten tegen |
| ----- | -------- | -------- | ------ | -------- | ------ | --------------- | ---------------- |
| 11e   | 30       | 9        | 8      | 13       | 26     | 40              | 59               |

### Topscorers
| #              | Naam                             | Goal |
| -------------- | -------------------------------- | ---- |
| 1.             | Jan van Berkel                   | 14   |
| 2.             | Cees van Wilpen                  | 5    |
| 3.             | Aad Mulder                       | 4    |
| 3.             | Bertus van der Straten           | 4    |
| 3.             | Gerard van Wiggen                | 4    |
| 6.             | Jan Karhof                       | 3    |
| 7.             | Bas Brouwer                      | 1    |
| 7.             | Rob Develing                     | 1    |
| 7.             | Evert van de Eshof               | 1    |
| 7.             | Rinie de Jong                    | 1    |
| 7.             | Rob Rabelink                     | 1    |
| Eigen doelpunt |                                  |      |
| 1.             | Hennie van der Zon (Alkmaar '54) | 1    |
| Totaal         | Totaal                           | 40   |

| #      | Naam        | Goal |
| ------ | ----------- | ---- |
| –      | Geen speler | 0    |
| Totaal | Totaal      | 0    |